# Amt Biesenthal-Barnim
Związek gmin Biesenthal-Barnim (niem. Amt Biesenthal-Barnim) – związek gmin w Niemczech, leżący w kraju związkowym Brandenburgia, w powiecie Barnim. Siedziba związku znajduje się w mieście Biesenthal.
W skład związku wchodzi sześć gmin:
1. Biesenthal
2. Breydin
3. Marienwerder
4. Melchow
5. Rüdnitz
6. Sydower Fließ